# 柏谷横穴群
柏谷横穴群（かしやよこあなぐん）は、静岡県田方郡函南町にある横穴墓群である。柏谷の百穴（かしやのひゃっけつ）とも、単に百穴（ひゃっけつ）とも呼ばれる。1976年（昭和51年）2月20日に、保存状態の良い一部の横穴墓群が国の史跡として指定された。

## 概要
柏谷横穴群は柏谷公園（都市公園・地区公園）の中に位置する横穴墓群である。東西約600メートル、南北約250メートルの範囲に300基はくだらないと推測される横穴墓があるとされており、正確な数はわかっていないが、静岡県内最大規模の横穴墓群とされる。

## 経緯
この横穴墓群は6世紀終わりから8世紀末頃にかけて作られたとみられ、後期の横穴墓からは火葬された人骨も発見されている。
柏谷横穴群は明治時代には既に中央の学会で注目されていたものの、初めて調査が実施されたのは1947年（昭和22年）で、日本大学三島予科に赴任していた文学博士・軽部慈恩によって行われた（第1次調査）。第1次調査では柏谷横穴群をA・B・C・D・Eの5地区に分け、B・C・Dの3地区で111基を調査している。この調査で横穴の形態を5類型に分類した。A・E地区は既に破壊されたものや消滅しているものが多く、このとき調査されていない。
1965年以降（昭和40年代）になると、高度経済成長に伴う土地開発が柏谷横穴群周辺でも進んだ。広大な宅地造成が計画され、その計画によりD地区のほとんどが消滅あるいは造成地の中に埋没してしまった。この状況を知った地元の考古学研究者の集まりである駿豆考古学会では有志を募り、「柏谷百穴を守る会」を結成した。考古学研究者及び地元の人々の呼びかけで、保存の方向が具体化していった。
そこで1973年（昭和48年）、日本大学三島高等学校の山内昭二を団長に、B・C地区及びわずかに残るD地区の測量調査が行われた（第2次調査）。第2次調査では横穴が108基確認され、地形図と横穴分布図が作成された。
翌年1974年（昭和49年）、同じく山内昭二を団長とし、B・C地区の未開口横穴の存在の確認と、一部既開口横穴の実測が行われた（第3次調査）。第3次調査では、B地区で新たに5基発見された。また、B・C地区だけでも総数200基は存在するであろうことが判明した。
調査が進む中においても柏谷地区の開発は進み、D地区のほとんどが消滅していった。しかし、B地区の一部とC地区が関係者の働きにより保存され、1976年（昭和51年）2月20日、「東日本でも大規模なものであり、7～8世紀におけるこの地方の墓制の特色をよく示す遺跡として重要である」との理由により、国の史跡に指定された。

## 特徴

### 規模
柏谷横穴群は、東西約600メートル・南北250メートルにわたり、南・東・西面の標高約20 - 30メートルの所に、前面に田方平野を望み、富士・箱根を背後に仰ぐ地に存在している。柏谷横穴群の最初の学術調査は、1947年（昭和22年）日本大学の軽部慈恩によって実施された。群集する横穴を、A - Eの5地区に区分し、横穴の形態を5類型に分類している。

### 副葬品
土器、装飾品、武具、馬具などの副葬品が数多く出土している。
1947年（昭和22年）から行われた調査では、占いに使われたと推測される亀甲片が日本国内で初めて出土した。
昔までは副葬品の模造品があったが今は撤去されて別の場所に移されている。

### 地質
柏谷横穴群は、箱根火山の噴火に伴い噴出流下した箱根火山新期軽石流が露出する崖面を利用して作られている。箱根火山から西方に伸びる丘陵の最南端に位置し、東側には柿沢川が流れ、対岸には畑毛温泉、西側にはローム層からな独立丘陵状の向原台地がある。南側にはかつて城山がそびえ、その左右から広大な田方平野が広がっており、遊水池的要素の強い湿地帯であった。

### 保存整備
地域の開発・自然的崩壊等の理由により、横穴を元来の形で留めることが難しくなったため、町は史跡柏谷横穴群保存整備委員会を組織し、史跡全体の保存処置を実施することにした。
開口したままでは現状の保存が難しいため、内部を埋め戻すことにより、保存を図る。埋め戻した後も、開口部がわかるような形を取り、閉塞石が残っている部分はそのまま復元する。
そもそも当時、保存処置時点の科学技術では現状保存が非常に困難であったため、将来有効的な保存方法が確立されるまでの暫定的な整備手法として、横穴及び外壁面に防水モルタルを吹き付けるという方法をとることになった。この方法は、県教育委員会文化課史跡整備担当者を通じ、文化庁により承認された。さらに崩落した地山の砂粒をモルタル表面に付けることにより、自然な色合いや質感を残すようにした。
また、元々高い樹木類が多く、森のようだった地内は、横穴に影響を及ぼす木や巨大な根が多い。そのため、横穴や壁面を崩すことがないように、慎重に一本一本を伐採した。

## ギャラリー

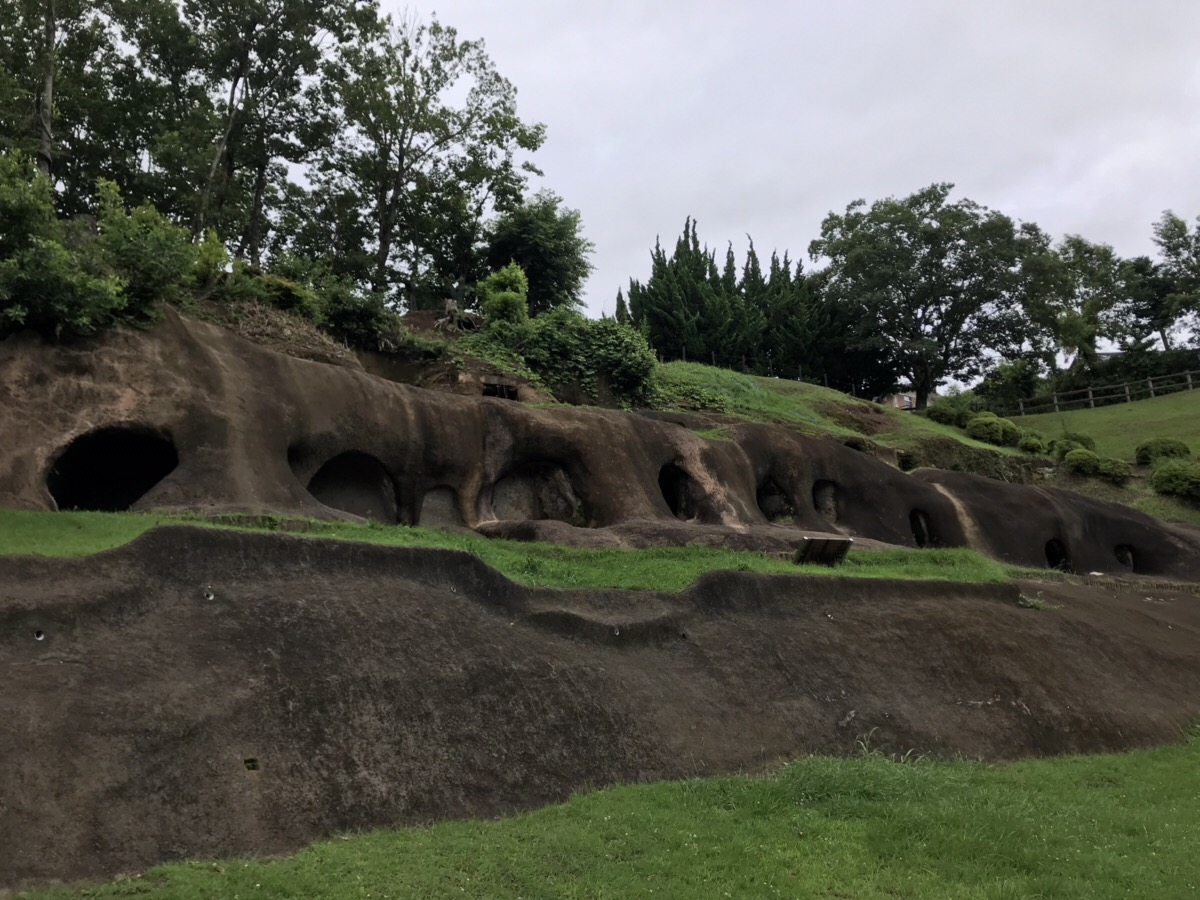
整備された横穴（2019年）
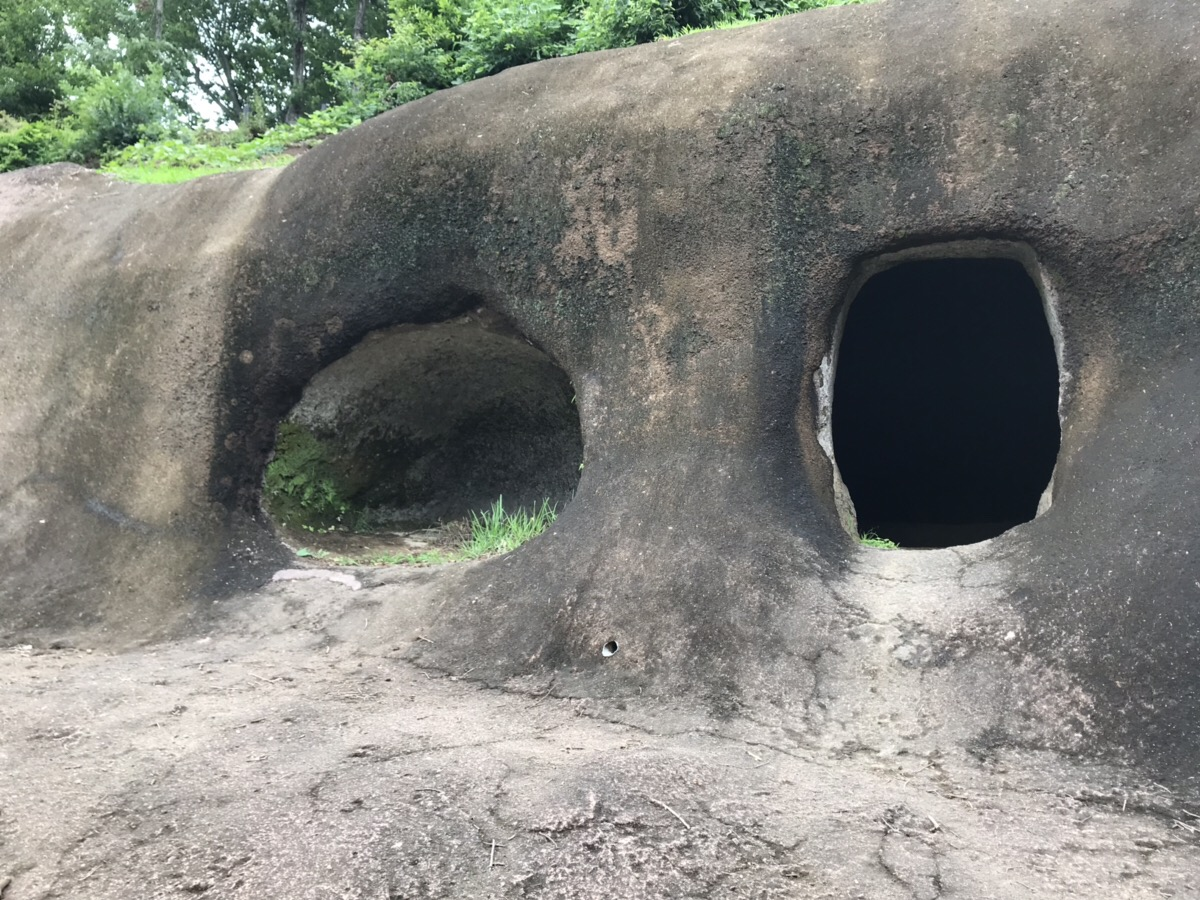
整備された横穴 開口部（2019年）
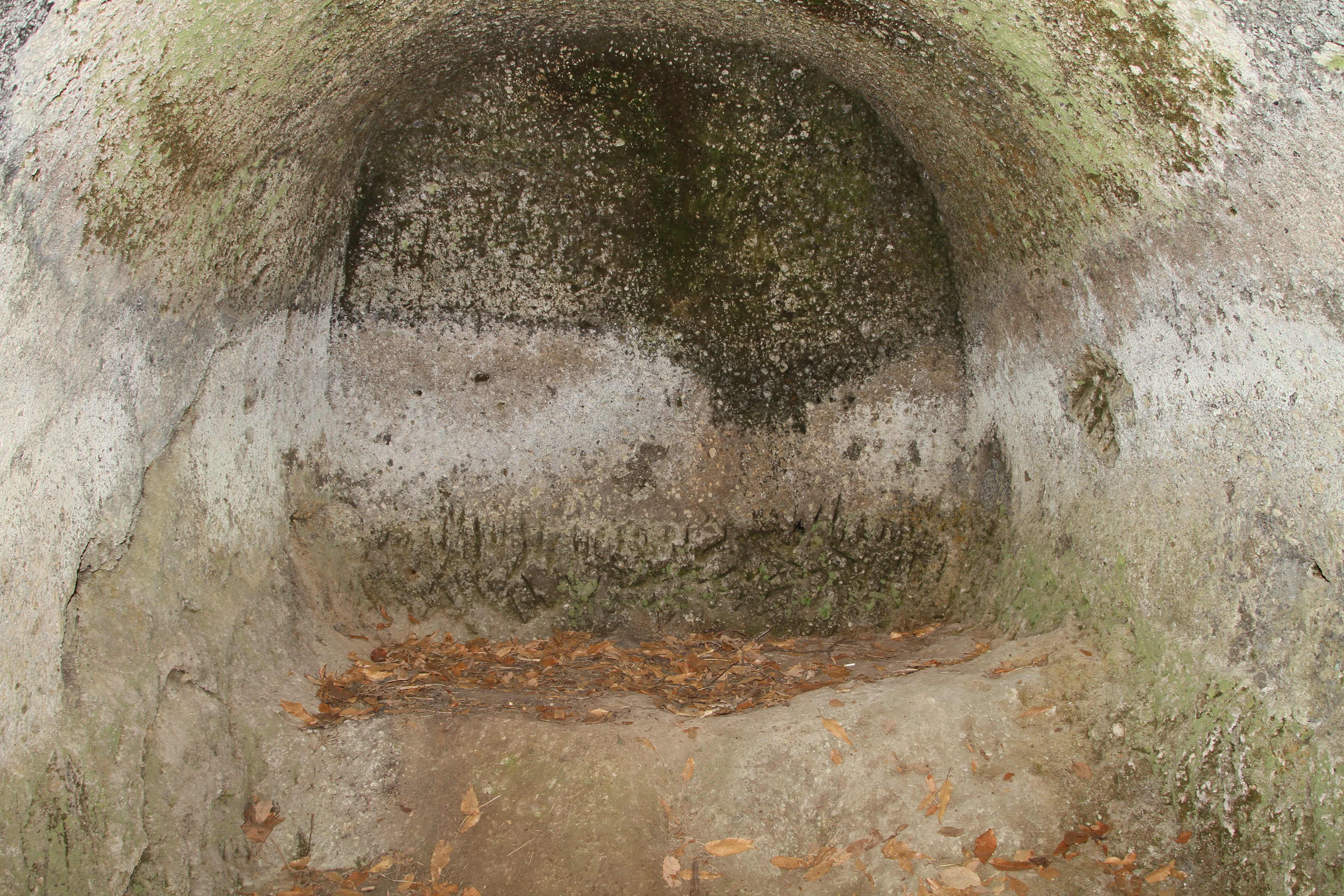
横穴の内部（2013年）
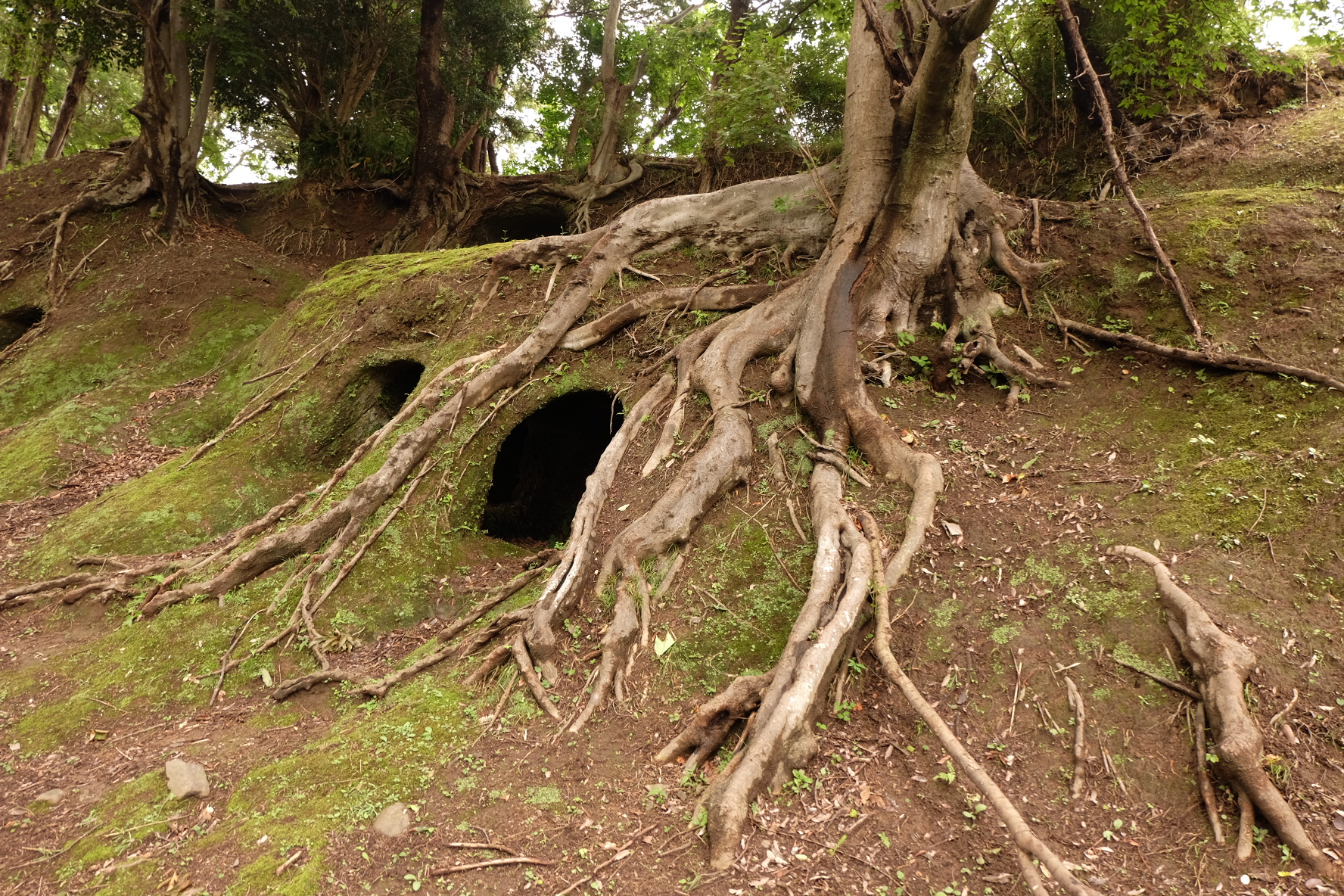
現況のままの横穴（2019年）
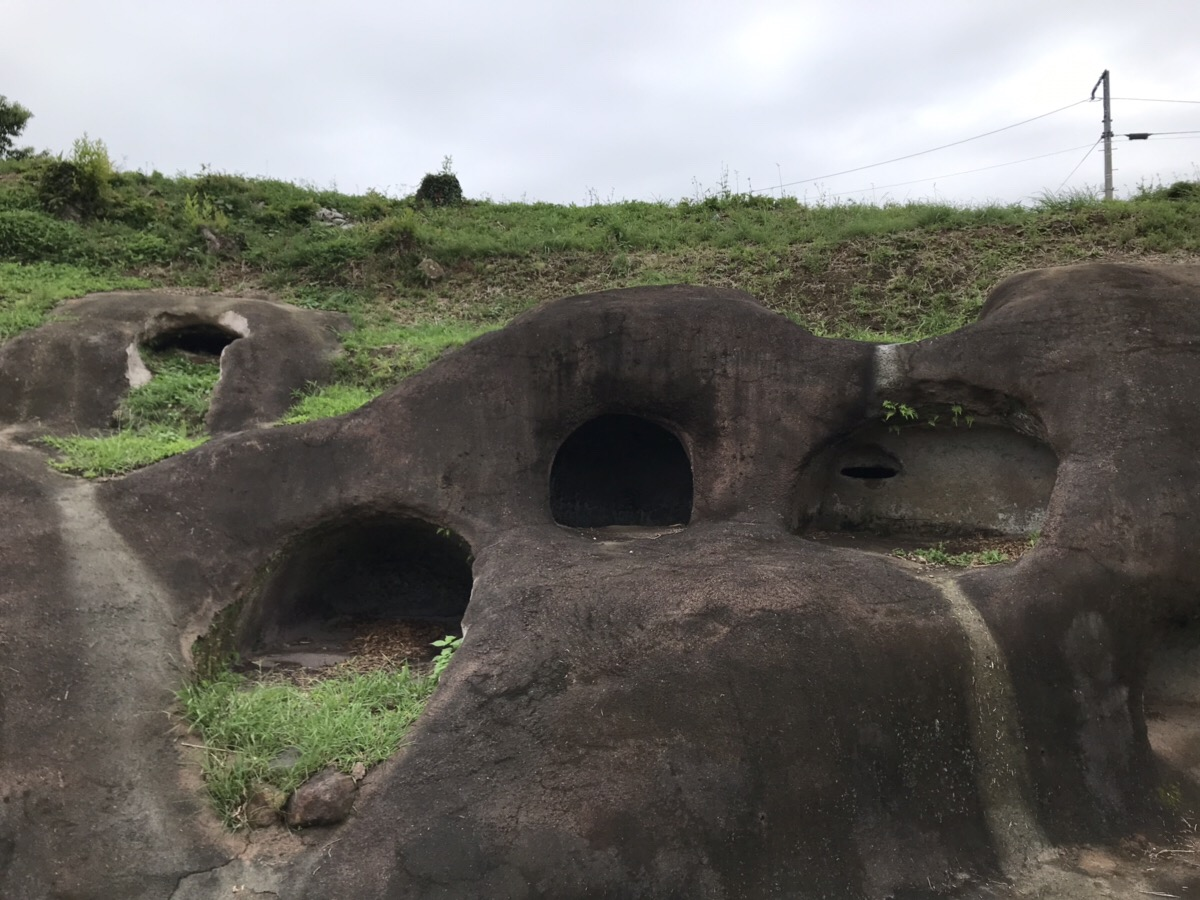
追加指定地の横穴（2019年）
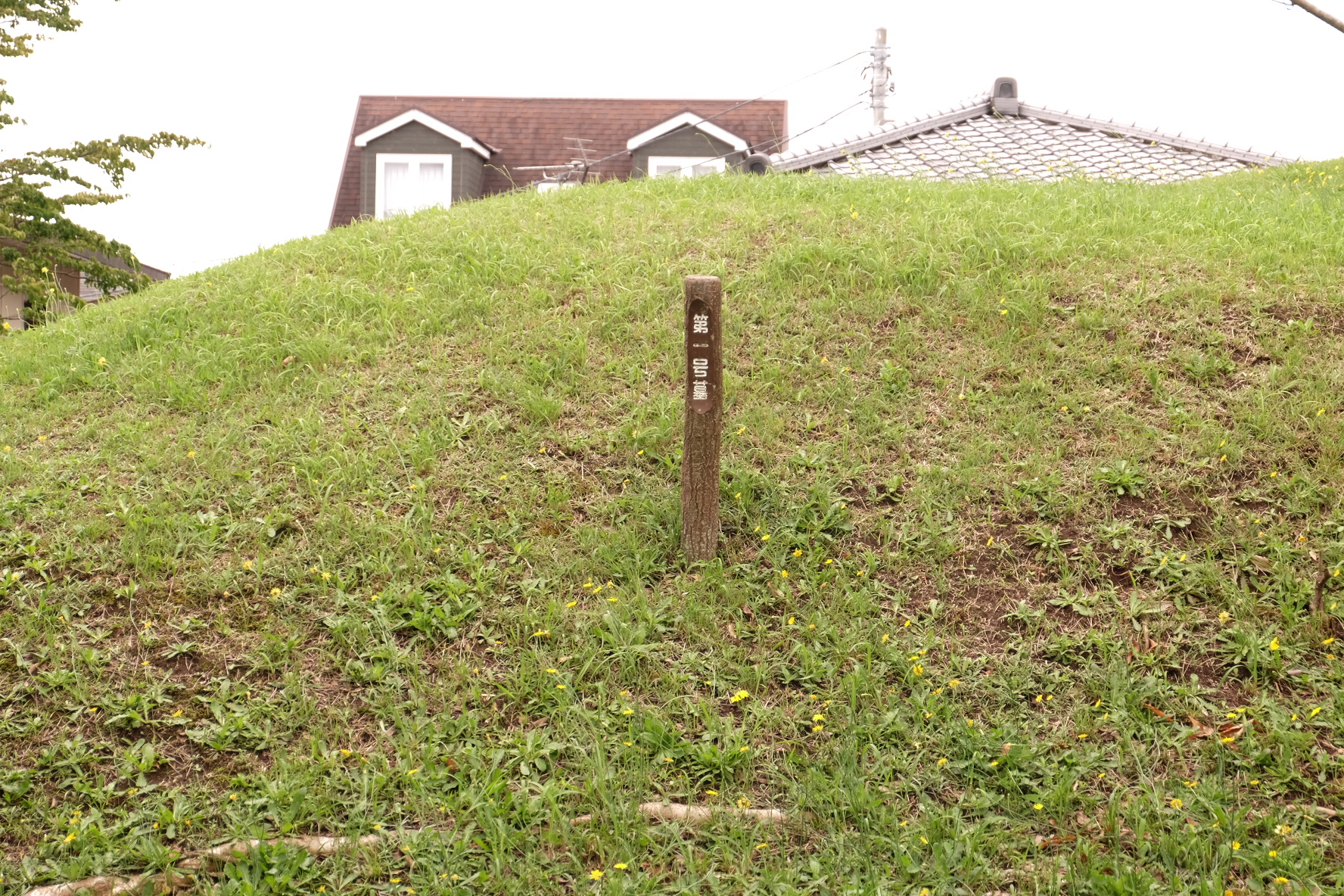
埋め戻して保存した横穴（2019年）
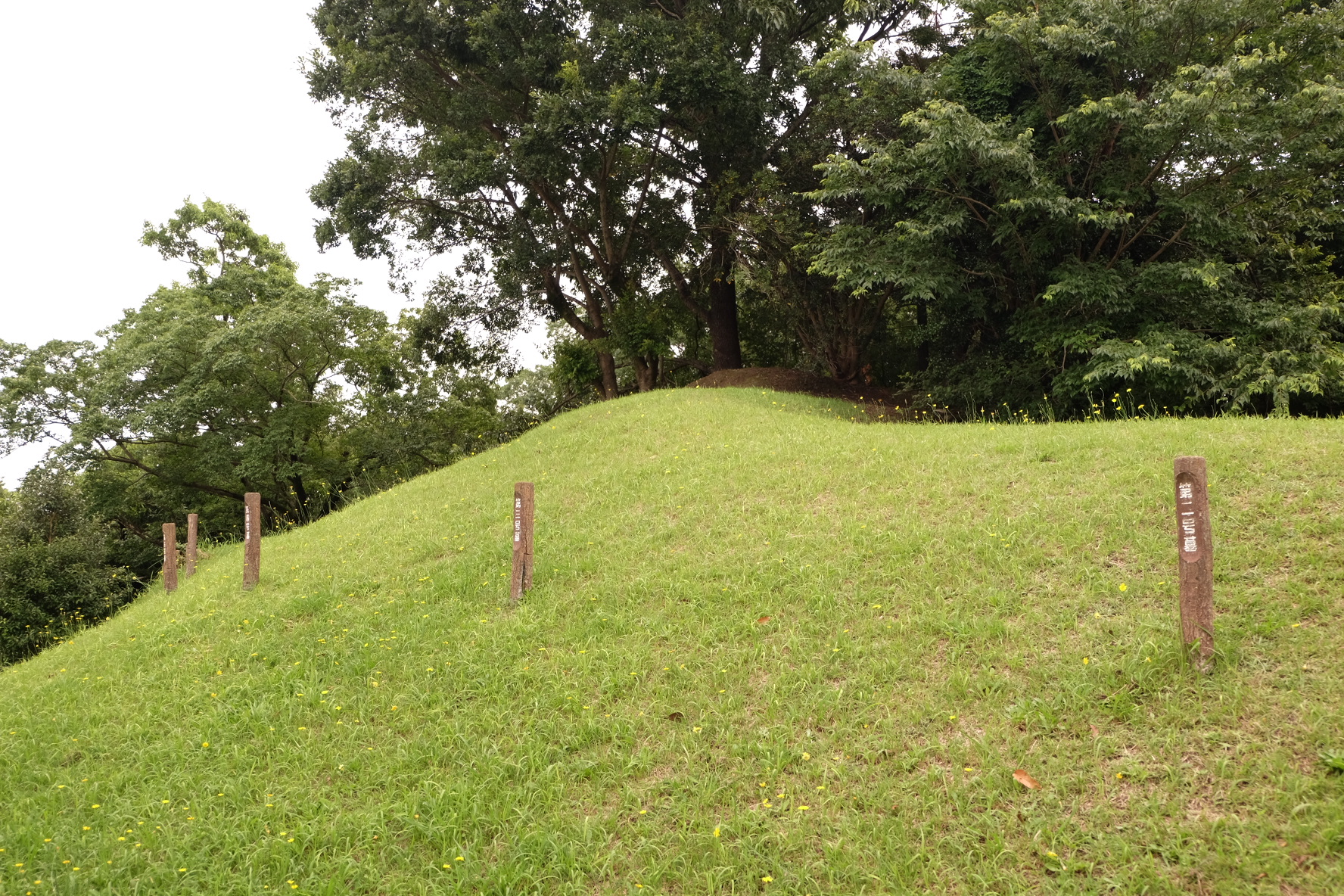
埋め戻して保存した横穴（2019年）